# أ. براون
أ. براون (بالإنجليزية: A. B. Brown)‏ (4 ديسمبر 1965 الولايات المتحدة - ) هو لاعب كرة قدم أمريكي.